# Fausto Iza
Fausto Iza Iturbe (Yurre, 7 de septiembre de 1931) fue un ciclista español, profesional entre 1956 y 1961, cuyo mayor éxito deportivo lo obtuvo en la Vuelta a España donde logró 1 victoria de etapa en 1958.

## Palmarés
1955
- Gernika

1956
- Durango (G.P. Liberación)
- Ujo
- Zaratamo
- Mungia

1957
- Bergara (P. Pentecostes)
- Zarauz (P. San Pelayo)
- Gernika
- G.P. Elorrio
- Circuito Torrelavega
- 1 etapa del G.P.Nacional por Equipos (con Boxing)

| valign="top" width="50%" |
1958
- Circuito de Guecho
- 1 etapa en la Vuelta a España
- 1 etapa de la Bicicleta Eibarresa

1959
- Trofeo Bahamontes (Asturias)
- Vigo
- Zarauz (Prueba San Pelayo)

1960
- 1 etapa de la Vuelta a Andalucía
- 1 etapa del Circuito Montañés
- Zarauz (P. San Pelayo)

|}

## Resultados en Grandes Vueltas y Campeonatos del Mundo
Durante su carrera deportiva ha conseguido los siguientes puestos en las Grandes Vueltas y en los Campeonatos del Mundo en carretera:
| Carrera         | 1954 | 1955 | 1956 | 1957 | 1958 | 1959 | 1960 | 1961 |
| --------------- | ---- | ---- | ---- | ---- | ---- | ---- | ---- | ---- |
| Giro de Italia  | -    | -    | -    | -    | -    | -    | -    | -    |
| Tour de Francia | -    | -    | -    | -    | -    | -    | -    | -    |
| Vuelta a España | X    | -    | -    | -    | 31.º | -    | Ab.  | -    |
| Mundial en Ruta | -    | -    | -    | -    | -    | -    | -    | -    |

-: No participa

Ab.: Abandono

X: Ediciones no celebradas

## Equipos
- Independiente (1954-1955)
- Boxing Club (1956-1957)
- Kas (1958-1959)
- Brandy Majestad (1960)
- Lambretta-Mostajo (1961)